# Lukas Meijer
Lukas Meijer (Stockholm, 21 augustus 1988) is een Zweedse zanger.

## Biografie
Meijer werkte reeds enkele jaren samen met de Poolse diskjockey Gromee toen beiden begin 2018 besloten deel te nemen aan Krajowe Eliminacje, de Poolse preselectie voor het Eurovisiesongfestival. Met het nummer Light me up won het tweetal de finale, waardoor ze Polen mochten vertegenwoordigen op het Eurovisiesongfestival 2018 in de Portugese hoofdstad Lissabon. Het lied haalde er geen finaleplaats.
1994: Edyta Górniak · 
1995: Justyna Steczkowska · 
1996: Kasia Kowalska · 
1997: Anna Maria Jopek · 
1998: Sixteen · 
1999: Mietek Szcześniak · 
2001: Piasek · 
2003: Ich Troje · 
2004: Blue Café · 
2005: Ivan & Delfin · 
2006: Ich Troje · 
2007: The Jet Set · 
2008: Isis Gee · 
2009: Lidia Kopania · 
2010: Marcin Mroziński · 
2011: Magdalena Tul · 
2014: Donatan & Cleo · 
2015: Monika Kuszyńska · 
2016: Michał Szpak · 
2017: Kasia Moś · 
2018: Gromee feat. Lukas Meijer · 
2019: Tulia · 
2021: Rafał · 
2022: Ochman · 
2023: Blanka · 
2024: Luna · 
2025: Justyna Steczkowska